# Astelia alpina
Astelia alpina ist eine Pflanzenart aus der Familie der Asteliaceae. Sie kommt nur in Australien einschließlich Tasmanien vor und wird dort „Pineapple Grass“ oder „Silver Astelia“ genannt und manchmal als Zierpflanze genutzt.

## Beschreibung

### Vegetative Merkmale
Astelia alpina wächst terrestrisch in Sümpfen und feuchten Standorten in alpinen Höhenlagen als ausdauernde krautige Pflanze, erreicht Wuchshöhen von etwa 15 bis selten 30 cm und bildet durch ihre Rhizome Matten (Bestände). Die oberirdischen Pflanzenteile sind meist mit typischen silbrigen Schuppen bedeckt, außerdem besitzen die Blattbasis und Blütenstandsschäfte fadenförmige, seidige Haare. Die dreireihig an den kurzen Stängeln angeordneten Laubblätter bestehen aus Blattscheide und Blattspreite. Die breiten Blattscheiden sind um den Stängel geschlossen. Die einfachen Blattspreiten sind lineal, 5 bis 17 cm lang und 5 bis 15 mm breit. Die Blattoberseite ist grün bis grau-grün und die Blattunterseite ist glänzend grau-grün bis silbrig weiß.

### Generative Merkmale
Astelia alpina ist zweihäusig getrenntgeschlechtig (diözisch). Endständig auf einem unbeblätterten Blütenstandsschaft befinden sich ein rispiger Blütenstand. Bei männlichen Exemplaren befindet sich über einem 3 bis 12 cm langen Blütenstandsschaft der offene 3 bis 8 cm lange Blütenstand mit einem laubblattähnlichen und zwei bis sechs weiteren Tragblättern (hier Spatha genannt) und 10 bis 50 Blüten über jeweils einen 2 bis 12 mm langen Blütenstiel. Bei weiblichen Exemplaren befindet sich über einem 2 bis 8 cm langen Blütenstandsschaft der nur 1 bis 2,5 cm lange, gestauchte Blütenstand unter den Laubblättern verborgen, das unterste Tragblatt ist lineal und die Blütenstiele sind nur 0 bis 8 mm lang. Die relativ kleinen, eingeschlechtigen Blüten sind radiärsymmetrisch und dreizählig. Die sechs freien, grünlich-gelben Blütenhüllblätter sind bei den männlichen Blüten 2 bis 4 mm und bei den weiblichen 4 bis 6 mm lang. Die männlichen Blüten sind meist größer als die weiblichen. In den männlichen Blüten sind zwei Kreise mit je drei Staubblättern vorhanden, die die Blütenhülle nicht überragen. Die weiblichen Blüten enthalten einen aus drei Fruchtblättern verwachsenen, oberständigen, einkammeriger Fruchtknoten und einen kurzen, dicken Griffel, der in drei freien Narben endet; außerdem sind drei schlitzförmige Nektarien im Bereich der Narben vorhanden. Die Blütezeit liegt im späten Frühling bis Sommer, bei Astelia alpina var. novae-hollandiae November bis März.
Die von den haltbaren Blütenhüllblättern umgebene, mit einer Länge von 6 bis 10 mm und einem Durchmesser von 3 bis 4 mm längliche Beere enthält vier bis acht Samen. Die schwarzen Samen sind etwa 1,8 mm lang. Die kleinen, roten Beeren von Astelia alpina var. novae-hollandiae sind essbar.

## Systematik und Verbreitung
Das Hauptverbreitungsgebiet von Astelia alpina liegt in New South Wales in den Snowy Mountains, Victoria und Tasmanien.
Es gibt von Astelia alpina zwei Varietäten:
- Astelia alpina R.Br. var. alpina: Sie kommt auf Tasmanien vor.
- Astelia alpina var. novae-hollandiae Skottsb.: Sie kommt in New South Wales und Victoria vor.[3]

Astelia alpina ist die Typusart der Gattung und wurde 1810 von Robert Brown in Prodromus Florae Novae Hollandiae, 291 erstveröffentlicht. Der Gattungsname Astelia leitet sich vom griechischen a für „ohne“ und Stele in diesem Fall „Stängel“, also „ohne Stängel“ weil der nicht zu sehen ist. Das Artepitheton alpina nimmt Bezug auf die Standorte dieser Art es sind in diesem Fall die alpinen und subalpinen Höhenlagen in den australischen Bundesstaaten New South Wales, Victoria und Tasmanien.

## Nutzung
Astelia alpina wird gelegentlich bei der Anlage von Wassergärten und Teichen genutzt.